# Cmentarz wojenny nr 16 – Osobnica
Cmentarz wojenny nr 16 – Osobnica – cmentarz z I wojny światowej znajdujący się w gminie Jasło we wsi Osobnica, zaprojektowany przez Johanna Jägera. Jeden z ponad 400 zachodniogalicyjskich cmentarzy wojennych zbudowanych przez Oddział Grobów Wojennych C. i K. Komendantury Wojskowej w Krakowie. Należy do II Okręgu Cmentarnego Jasło.

## Opis
Obiekt znajduje się w środku wsi, przy drodze i jest zachowany w bardzo dobrym stanie. Ma kształt prostokąta o powierzchni 1382 m². Cmentarz został zrekonstruowany staraniem grupy Niemców. Zbudowano nowe ogrodzenie (zgodnie z oryginalnym projektem), uporządkowano teren i uzupełniono inskrypcję na pomniku. Cmentarz ma wyjątkowy charakter ze względu na pomnik w postaci ściany, zajmujący cały jeden z boków prostokąta, na kształcie którego jest położony cmentarz. Na pomniku ścianie znajduje się płaskorzeźba głowy Chrystusa (patrz zdjęcie) oraz inskrypcja:
| Towarzysze broni w szczęściu i potrzebie Ramię w ramię aż do śmierci Wasza jest miłość w której spoczywacie Wasza jest ziemia ona piła waszą krew |  | Najświętsze dobra szlachetne i cenne Prawo i Honor kazały chwycić za miecz Wierność za wierność błogosławiona wojno Wiara dała siłę Bóg dał zwycięstwo |

Na grobach pojedynczych umieszczone były mniejsze krzyże żeliwne oraz nagrobki (patrz zdjęcia).
Na cmentarzu w 48 grobach pojedynczych i 44 mogiłach zbiorowych pochowano 348 żołnierzy:
- 283 niemieckich z rezerwowych pułków piechoty 267, 268, 270, 271, 272,
- 65 rosyjskich z 33, 34, 35, i 36 pułku piechoty,

poległych 8 maja 1915 w czasie ataku na pozycje rosyjskie. Zidentyfikowano co najmniej tożsamość 170.
Cmentarz jest obiektem Szlaku Frontu Wschodniego I Wojny Światowej na obszarze województwa podkarpackiego.

## Galeria

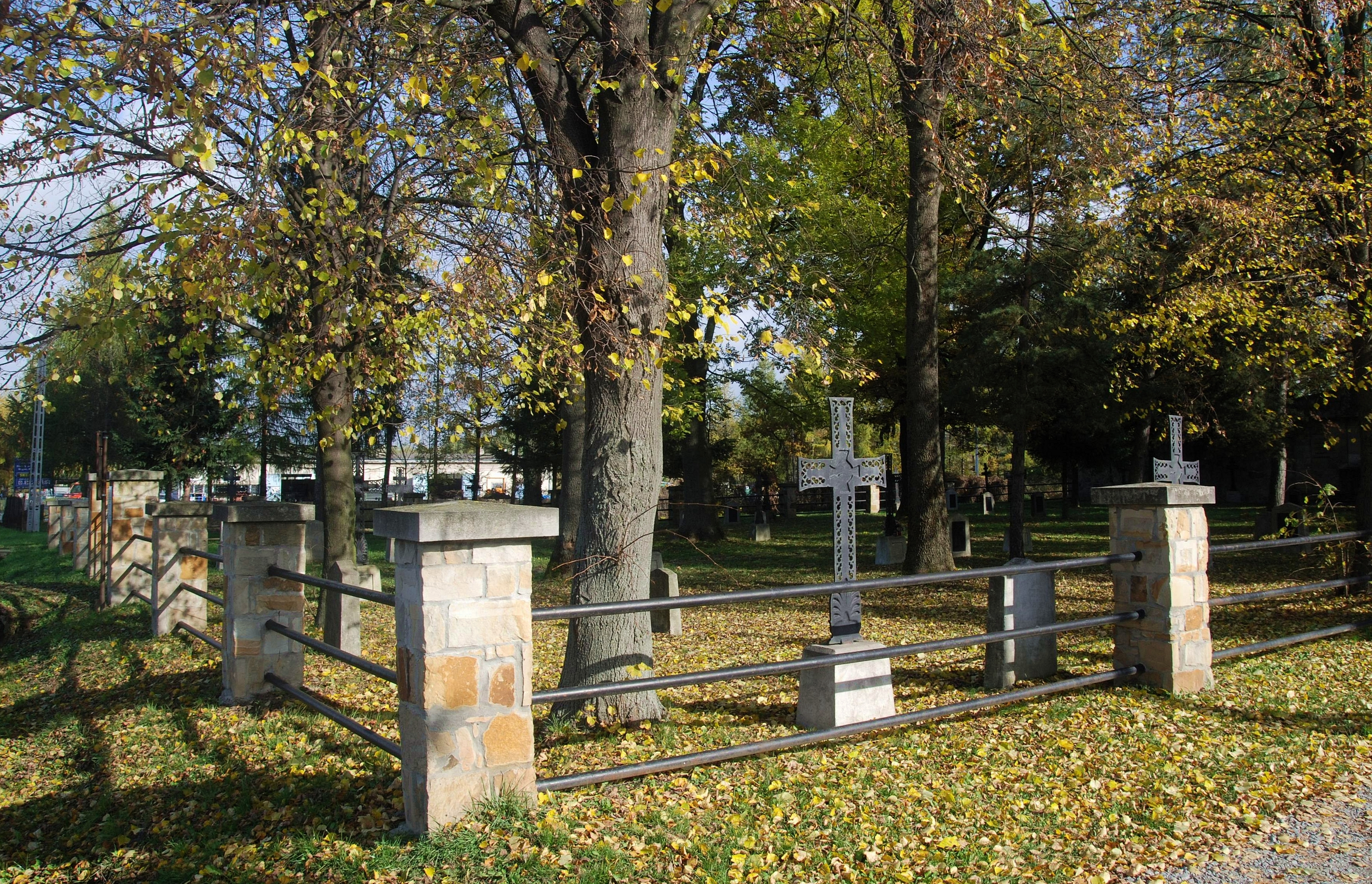
Fragment cmentarza
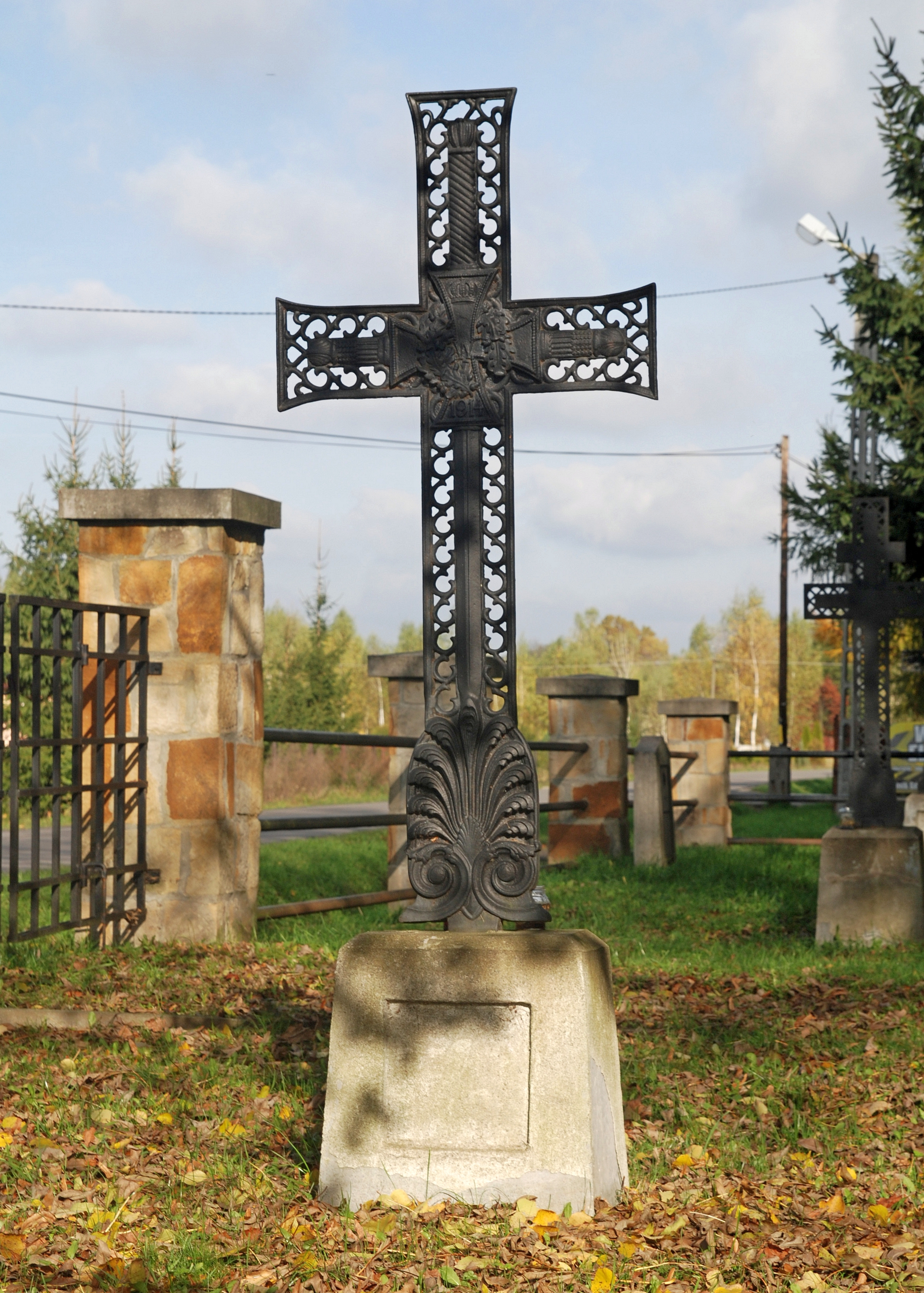
Niemiecki krzyż Ludwiga na mogile zbiorowej
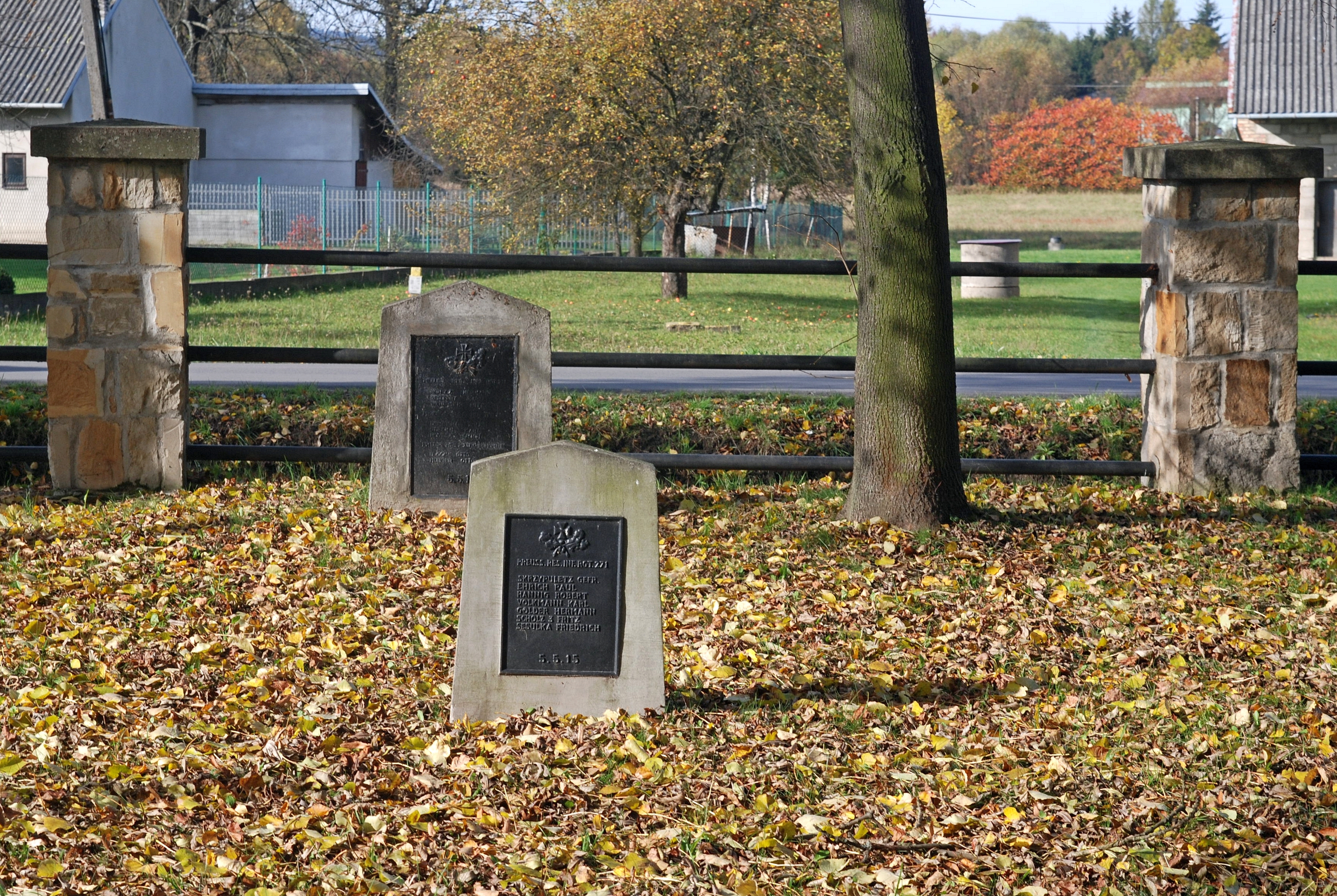
Stele
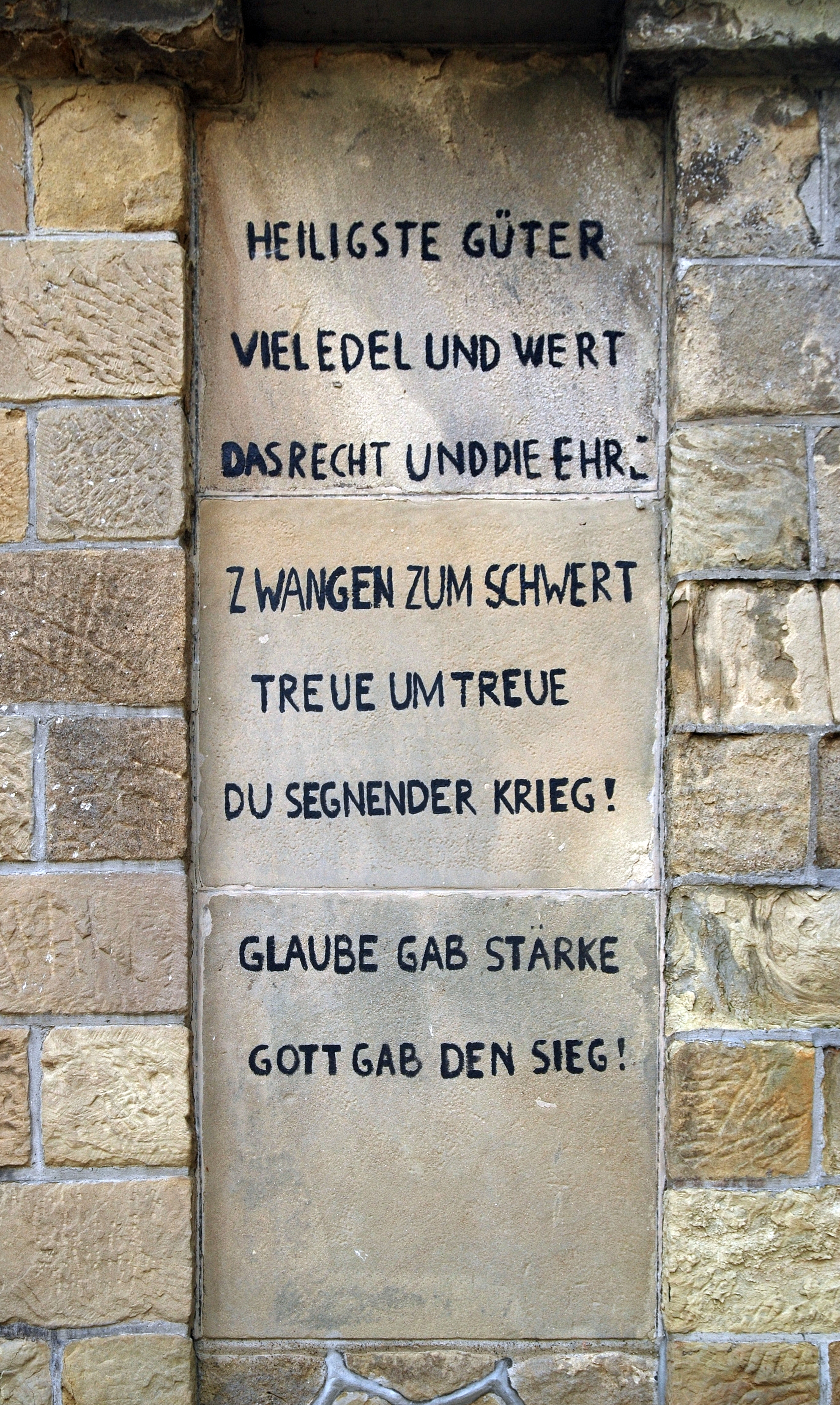
Inskrypcja
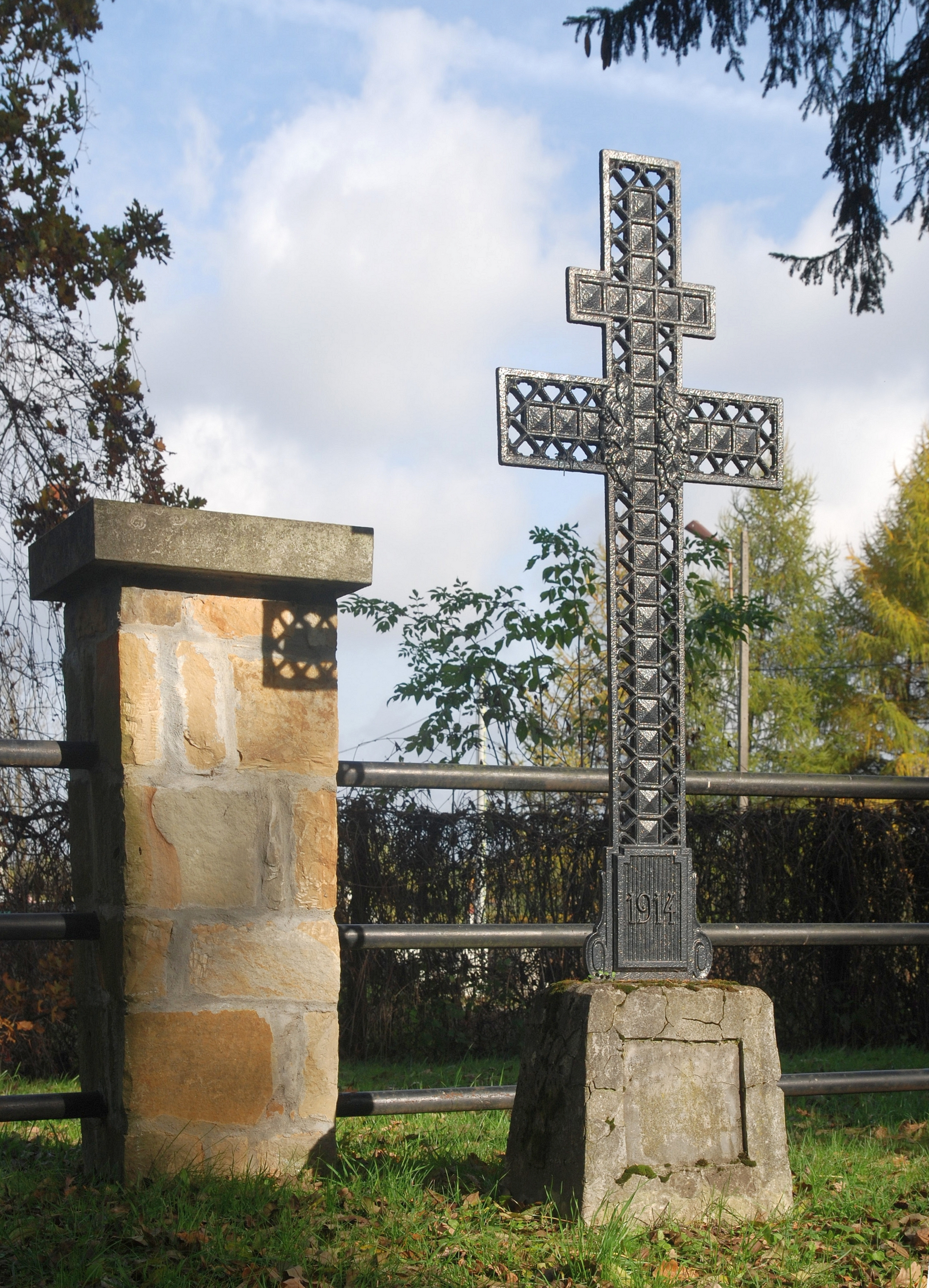
Rosyjski krzyż Ludwiga na mogile zbiorowej
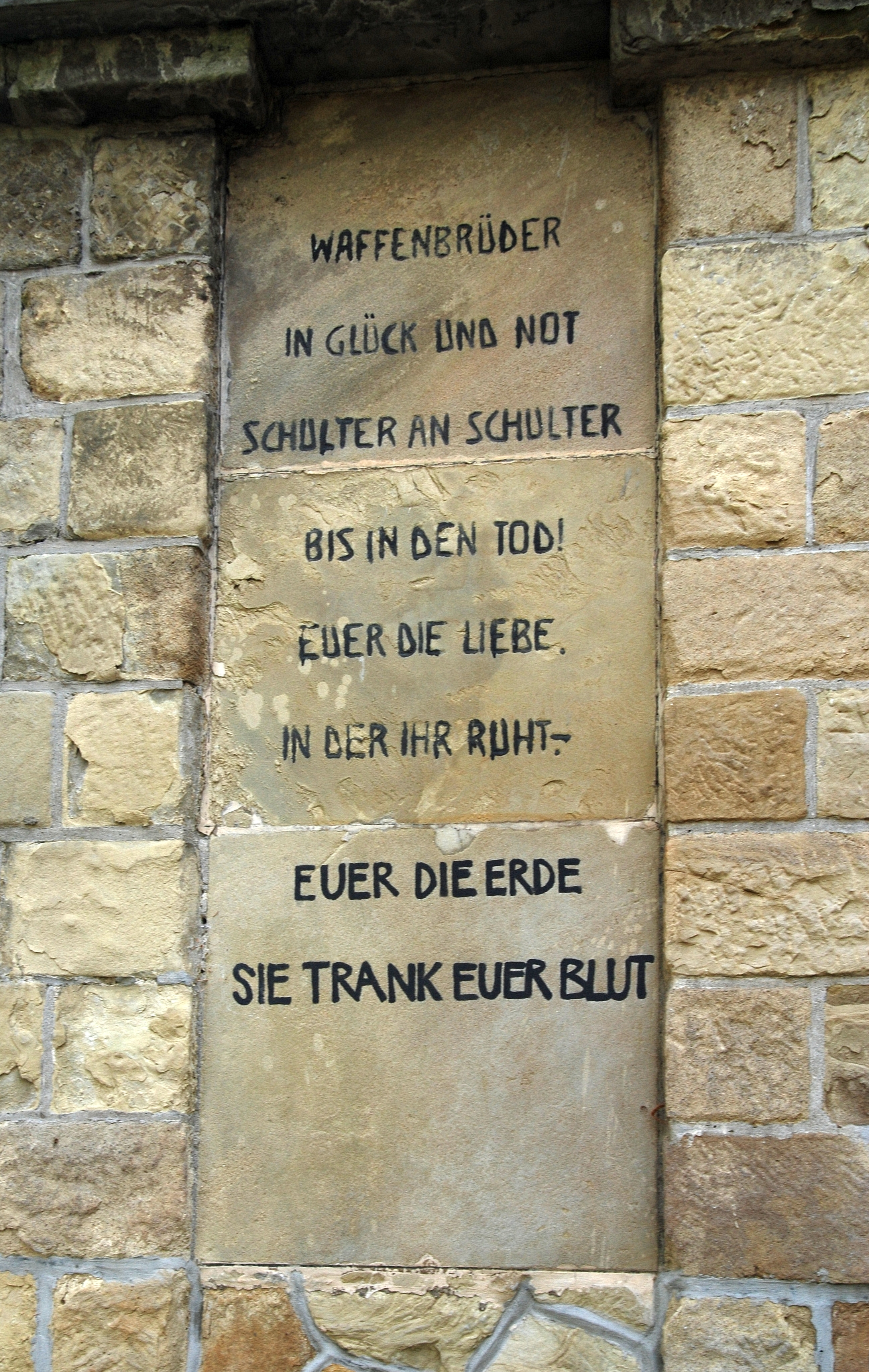
Inskrypcja